# ウォーマッド

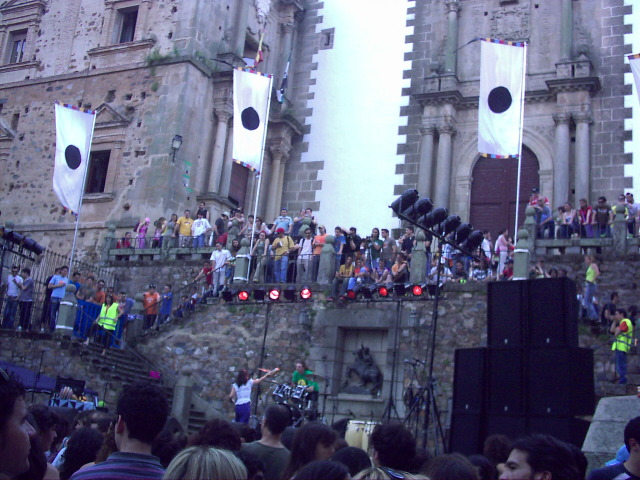
2006 年スペイン・カセレスで行われたウォーマッド

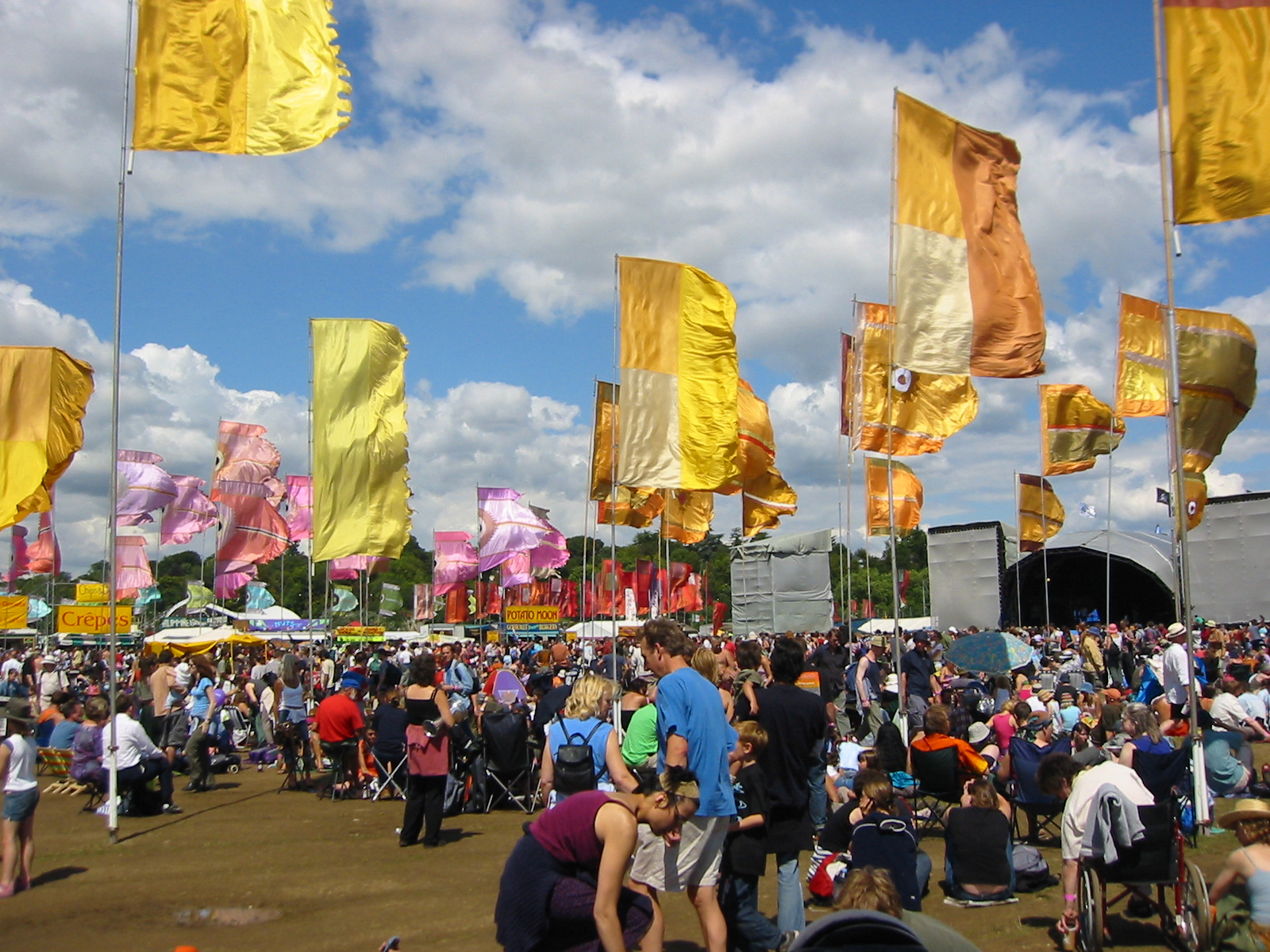
2003年UK

ウォーマッド (WOMAD; World of Music, Arts and Dance) は、1982年以来世界各地で開催されているワールドミュージックのお祭り（フェスティバル）であり、世界各地の音楽家によるライブ演奏、ワークショップ、物品販売などが行われる。

## 概説
30年間に約300万人の観客が訪れたとされるワールドミュージックのフェスティバルである。2013年時点で開催回数が160回となり、ギネスブックに「世界最大の国際音楽フェスティバル」として認定された。
イギリスのミュージシャン、ピーター・ガブリエルが中心となって企画され、第1回はイギリスサマセット州シェプトン・マレットで1982年7月に開催された。 このときには世界中から集まった演奏者は22か国300人に上ったが、この時は興業的には25万ポンドの赤字を出した（この赤字を埋めるため、急遽ガブリエルがかつて所属したジェネシスとの再結成コンサートが行われるなどということがあった、という）。
その後、ヨーロッパ世界にワールドミュージックを広める牽引車として、ヌスラット・ファテ・アリ・ハーンなど多くの世界中のミュージシャンの人気を高めることになった。ワールドミュージックのブームもあいまって1988年からはイギリス以外でも行われるようになり、近年ではオーストラリア、ニュージーランド、スペイン、シチリア、イギリス、シンガポール、韓国、カナリア諸島などにおいて毎年計7回から11回ほど開催されている。
アメリカでは、9.11テロ事件によって演奏家が入国ビザを取得することが困難になったことなどから、2001年以降は行われていない。 
日本では、横浜みなとみらい地区の『パシフィコ横浜』の開館事業として1991年に『ウォーマッド横浜フェスティバル』が開催され、同所で5年間行われた。
ロシアでは、2013年にウォーマッドが初開催された。北カフカスの有名な保養地ピャチゴルスク近郊の山腹に人々が集い、ロシア・トゥヴァ共和国のユニット「フンフルトゥ」、ロシア・フォークロックのスターのペラゲーヤ、バルセロナの「ムヤヨ・リフ」、パキスタンの「アシフ・アリ・ザルダリ」、ノルウェーの「マリ・ボイネ」など世界各地の音楽家や音楽グループが生演奏を行ったほか、郷土料理をふるまったり、職人たちが伝統工芸品を作る様子を披露した。

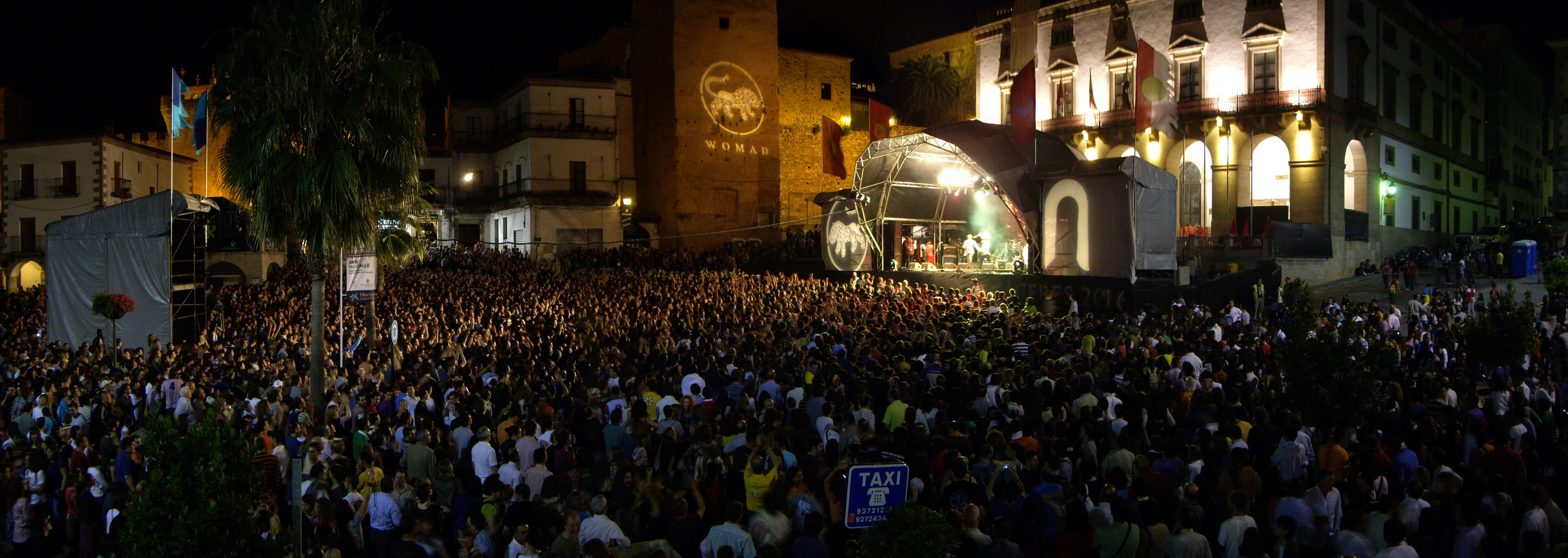
2009年スペイン、カセレス。メイン会場。茶色の壁面にはフェスティバルの公式ロゴが投影されている。

## 関連文献
- 指田文夫 著、藤田正 編『WOMAD横浜 ― 歴史から消えた日本のビッグ・フェスティバル』Pヴァイン、2022年。ISBN 9784910511368。